# Сенаторская башня

Расположение на карте Вавеля

Сенаторская башня или Любранка (пол. Baszta Senatorska, Lubranka) — одна из трёх существующих в настоящее время башен Вавеля, Краков, Польша. Находится на южной части фортификационных сооружений Вавеля. Наряду с Сандомирской башней является частью комплекса так называемых вавельских «Огненных башен» второй половины XV века.
Башня была построена во второй половине XV века. Нижняя часть башни была сооружена из камня и верхняя — из кирпича. В 1534 году башня была соединена с южным крылом королевского дворца. В это же время были перестроены нижние этажи башни, как сообщается в хрониках «для юного короля Сигизмунда Августа».
Второе название «Любранка» произошло от имени генерального прокуратора замка Гжегожа из Любранцы. В XVII и XVIII веках башня также носило наименование «Ольбрамка», «Вольбромка» и «Скарбовая башня».
Башня неоднократно подвергалась пожарам, в том числе и в 1656 году во время Шведского потопа. В 1858 году австрийские власти перестроили башню, которая вошла в систему фортификационных сооружений Краковской крепости.
В 2002—2003 годах проводились реставрационные работы под руководством польских архитекторов Петра Стемпня и Станислава Карчмарчика.